# 人吓鬼
《人嚇鬼》（英語：Hocus Pocus），1984年1月12日在英属香港上映的惊悚片和恐怖片。

## 剧情
聲叔年輕時為一代戲班當家小生，在一日受荒野小村請來唱戲酬神後，村長給了聲叔一大筆謝酬。怎料，聲叔及眾人隔日一早醒來，卻發現自己躺在墳地上，而收來的酬金也變成冥紙錢，眾人驚覺撞邪了。
多年之後，聲叔培養新一代戲生阿佳、阿贵、阿标、阿光四人都是戏院里的戏子，阿佳演技高超，博得观众欢喜，但是为人孤傲，不可一世，更不擅处理人际关系。有一天，阿贵、阿标、阿光三人出谋扮鬼来吓唬阿佳，但是阿佳没吓着，反而自己遇到了潮州鬼，并且被潮州鬼附身，大闹戏院。眾人束手無策之際，無奈求助於聲叔。一个晚上，声叔叫他们扮成包公审案，潮州鬼晚上便现身出来申冤，原来他是三百年被人用乱刀分尸而死，因为死后没人埋葬和祭奠，变成了孤坟野鬼，希望包大人能够收拾他的遗骸埋葬，而他的遗骸就埋葬在戏台下面，让他投胎轉世。
次日清晨，阿佳等人挖出潮州鬼的遗骸，迁葬至他处。回去之后，为庆祝这桩善事，戏院加菜、大鱼大肉，就在宴席上，房间的墙壁突然炸开，一个戏子立刻被炸死。紧接着，桌子上的碗筷漫天飞舞，房子東倒西歪，砸伤了不少戏子。
阿贵、阿佳等人氣憤不已，认为是潮州鬼在捣乱，遂跑到坟场把潮州鬼的坟给砸了。晚上，潮州鬼前来告诉声叔和众人，他们安葬的不是他的遗骸，而是一个恶鬼的遗骸，戏院的戏台下埋葬着两副遗骸，是他们挖错了，而今，他们又把恶鬼的坟也砸了，必定得罪於惡鬼，没有好下场。声叔等人决计扮成钟馗抓鬼，但是恶鬼妖术高超，他们根本不是对手，当众人被击败在地千鈞一髮之際，戏院里供奉的華光大帝显灵，終将恶鬼給收服，解救眾人。

## 演员
| 演员   | 角色        | 备注                               |
| 林正英 | 声叔        | 戏院老生，通熟阴阳术数、茅山法术。 |
| 董玮   | 阿贵        | 戏院的戏子。                       |
| 陈龙   | 阿标/眨巴眼 | 戏院的戏子。                       |
| 刘秋生 | 阿光        | 戏院的戏子。                       |
| 罗浩楷 | 阿佳        | 當家主角。                         |
| 钱月笙 | 潮州鬼      | 孤魂野鬼。                         |
| 泰山   | 惡鬼        | 潮州鬼老大。                       |
| 午马   | 老头子      | 吃麵客人。                         |
| 刘雅丽 | 麗姐        | 戏院的小旦兼廚娘。                 |

## 制作
电影制作人为洪家班的洪金宝，他也为僵尸片的新时代做出了卓越贡献。